# Loni Böhm
Loni Böhm (* 18. Januar 1919 in Ransbach, Unterwesterwaldkreis; † 10. November 2011 in Horbach) war eine deutsche Fürsorgerin und Politikerin (CDU).

## Leben
Nach dem Volksschulabschluss und dem Besuch der der Realschule absolvierte Loni Böhm eine kaufmännische Lehre. Im Anschluss arbeitete sie bis 1949 in der Keramikfabrik ihrer Eltern. Daneben betätigte sie sich von 1935 bis 1949 ehrenamtlich für die Katholische Jugend. Ab 1950 besuchte sie die Soziale Frauenschule in Aachen, an der sie 1951 das Staatsexamen als Fürsorgerin ablegte. Von 1954 bis 1964 arbeitete sie als Fürsorgerin beim Caritasverband im Landkreis Wittlich. 1965 wechselte sie zum bischöflichen Generalvikariat Trier, wo sie eine Stelle als Diözesanreferentin für Frauenbildung annahm.
Böhm trat 1946 in die CDU ein und wurde im selben Jahr in den Vorstand des CDU-Ortsverbandes Höhr-Grenzhausen gewählt. Von 1956 bis 1960 war sie Mitglied des Landesvorstandes der Jungen Union. Ab 1966 war sie Mitglied des CDU-Bezirksvorstandes und ab 1971 Bezirksvorsitzende der CDU-Frauenvereinigung Trier. 2000 wurde sie zur Ehrenvorsitzenden der Senioren-Union des Westerwaldkreises ernannt.
Böhm war von 1948 bis 1952 Mitglied im Kreistag des Unterwesterwaldkreises und von 1960 bis 1964 Mitglied im Kreistag des Landkreises Wittlich. Dem Wittlicher Stadtrat gehörte sie von 1956 bis 1960 an. Bei den Landtagswahlen 1967 und 1971 wurde sie jeweils über einen Listenplatz der CDU in den Landtag von Rheinland-Pfalz gewählt. Aufgrund der Urteile des Bundesverfassungsgerichts und des Wahlprüfungsgerichts Rheinland-Pfalz musste sie ihr Landtagsmandat am 12. Dezember 1972 niederlegen und schied vorzeitig aus dem Parlament aus. Das Bundesverfassungsgericht hatte das Landeswahlgesetz teilweise für verfassungswidrig erklärt, die CDU verlor einen Sitz. Im Landtag war sie durchweg Mitglied des Sozialpolitischen Ausschusses.

## Auszeichnungen
- Verdienstkreuz am Bande der Bundesrepublik Deutschland[1]